# Архипелагово море
60° 18′ С; 21° 00′ И / 60.3° С; 21° И
Архипелагово море је део Балтичког мора између Ботнијског залива и Финске у територијалним водама Финске. Море обухвата највећи архипелаг с обзиром на број острва који су њиме обухваћени, мада су та острва веома мала и груписана на малом подручју. Водено подручје Архипелаговог мора је плитко, просечна дубина је око 23 метра, већина канала није погодна за пролазак великих бродова.

## Геологија
Унутрашња група острва прекривена је шумом. Архипелагово море садржи огроман број острва. Тачан број зависи од дефиниције појма "острво", јер се копнене површине крећу од ситног камења који продире из воде до великих острва са неколико села или чак градова на њима. Укупно 257 острва са површином већом од 1 км² и око 18.000 острва са површином већом од 0,5 хектара. С обзиром на мање ненасељене стене и скерије, архипелаг обухвата више од 50.000 острва. Територија архипелага отприлике је подељена на унутрашње и спољашње групе острва. Спољна група састоји се углавном од малих ненасељених острва. Архипелаг заузима троугласто подручје са градовима Маријехамн, Усикаупунки и Ханко на угловима.
Острва су почела да се уздижу под водом одмах после последњег леденог доба. Због постглацијалног пораста земљишта, процес још увек траје, формирају се нови усеци и острва, стари се повећавају или спајају. Тренутна стопа успона је између 4 и 10 милиметара годишње. Пошто су острва већином састављена од гранита и гнајса, две врло тврде стене, стопа ерозије много је мања од стопе пораста.

## Економија и комуникације
Острва карактерише високи животни стандард сличан континенталној Финској. Главне индустријске гране су рибарство и прерада рибе. Архипелаг је надалеко познат по балтичким харингама и пастрмкама. Пољопривреду ометају мале површине и стеновита природа острва. Ипак, клима је повољнија од копнене Финске, а нека острва, посебно острво Румиаттила (Отава), позната су у оближњим континенталним регионима по узгоју својих првих летњих усева кромпира. Значај туризма у економији архипелага константно расте.

## Историја
Острва су почела да се уздижу из мора (у фази која се зове Јолдијево море) пре 10.000 година. Најстарије археолошко налазиште датира око 4000. године пре нове ере и припада култури керамике у облику чешља.
Архипелаг заузима стратешки важан положај, штитећи прилазе Стокхолму, Турку и целом Ботнијском заливу. С тим у вези, појачала их је шведска империја током средњег века. Краљевска поштанска рута пролазила је северним острвима у 16-17 веку. 1809. Шведска је приморана да уступи острва Русији и они су постали део Великог војводства Финског.
Током кримског рата, заједничке англо-француске снаге напале су и уништиле тврђаву Бомарсунд. Према Аландској конвенцији из 1856, аландски део архипелага проглашен је демилитаризираном зоном, каква је до данас.
Финска је стекла независност од Русије 1917. Убрзо након тога, шведско становништво Оландских острва у западном делу архипелага обратило се Шведској са захтевом за анексију острва. Захтев је добијао мешовиту подршку, али довео је до кризе у Оланду. Савез народа је позван да разреши ситуацију, а 1921. године је доделио суверенитет целокупног Финског архипелага, упркос приговорима аландске већине. Ипак, Аланду је дата широка аутономија и враћен је у статус демилитаризиране зоне.